# Aubervilliers
Aubervilliers é uma comuna francesa, situada na periferia de Paris ao norte, no departamento de Seine-Saint-Denis, na região da Ilha de França. Sua população era de 63.136 habitantes, em 1999. Seus habitantes são chamados de Albertivillariens.
Sua identidade urbana e humana é marcada pelo legado da indústria e do trabalho. A cidade faz parte do estabelecimento público territorial Plaine Commune, na Metrópole da Grande Paris. Ela é limítrofe de Saint-Denis, de La Courneuve, de Pantin e dos 18º e 19º arrondissements de Paris.

## Toponímia
A cidade é mencionada sob a forma latinizada Albertivillare em 1059. Daí o gentílico de Albertivillarien para designar os habitantes.
Nome do local em -villiers (variante de -villier, -villers, -viller, derivado do baixo latim villare, derivado de villa, fazenda, vila, depois cidade) apelativo característico de domínios agrícolas da época merovíngia e carolíngia. O primeiro elemento é o nome de pessoa germânica Adalbertus, que deu os prenomes Albert (forma erudita) e Aubert (forma popular) tornado patrônimo. Homonímia com uma aldeia do Sena e Marne, Aubervilliers e algumas Auberville da Normandia (as outras sendo explicadas pelo nome de pessoa nórdico Osbern> Auber, sobrenome normando).

## História
Originalmente toda o seu território era uma propriedade agrícola (villare) pertencente a um certo Albert ou Aubert. Aubervilliers não aparece nos arquivos antes de 1060, quando será uma vila povoada por agricultores, mantendo-se assim até o século XIX, pois a proximidade dos mercados de Paris favorecia a cultura de verduras e legumes
O Forte de Aubervilliers, construído em 1843, é uma das obras realizadas a partir de 1840, por determinação do então presidente da república, Adolphe Thiers, para proteger Paris e esmagar eventuais rebeliões. O forte será particularmente útil na repressão à Comuna de Paris, em 1871.

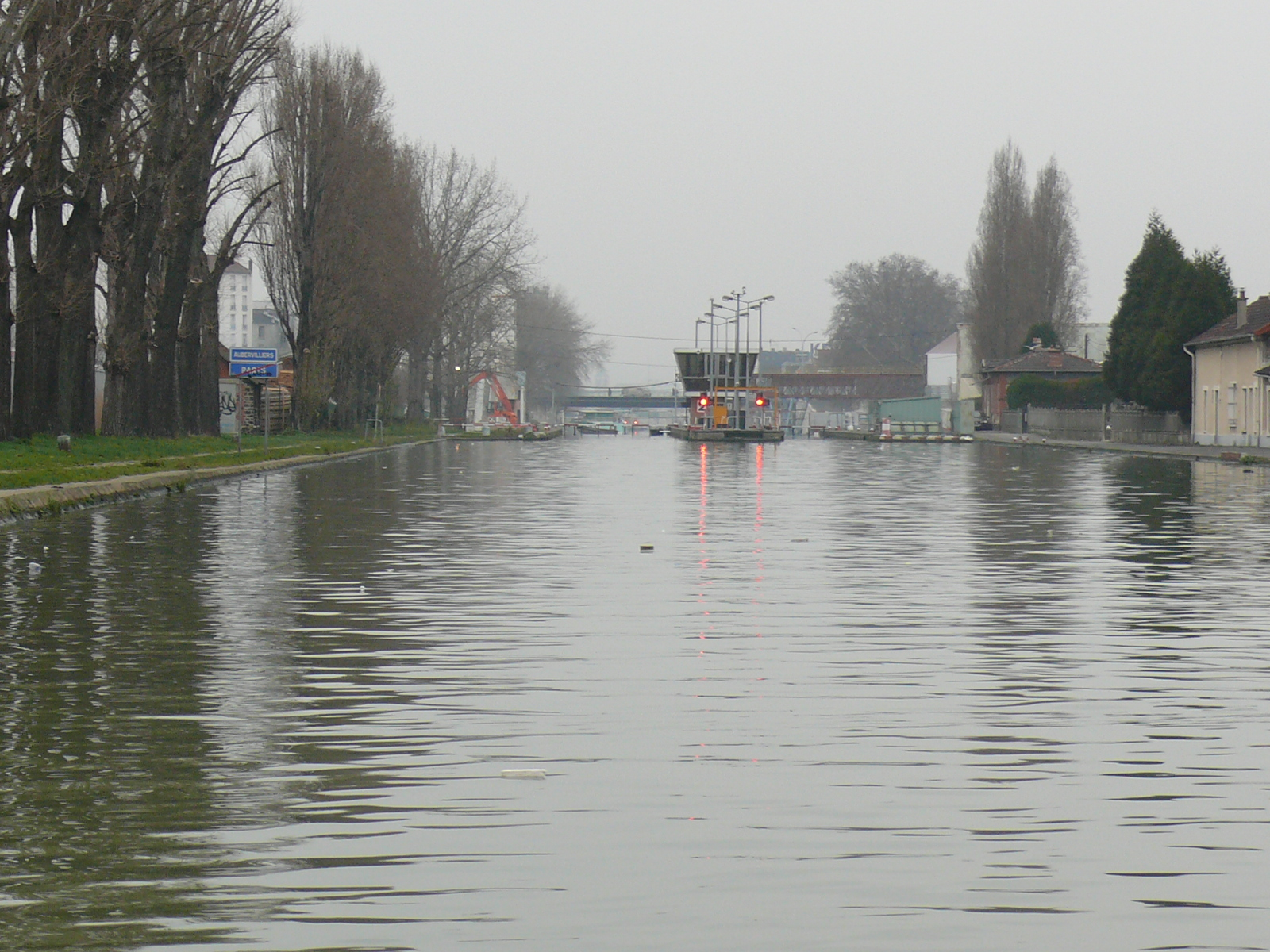
O Canal Saint-Denis entre Paris e Aubervilliers.

Durante a Revolução Industrial, indústrias se instalam ao longo do Canal de Saint Denis, que atravessa a parte oeste da cidade, e os operários, muitos dos quais estrangeiros, vão residir nas áreas da periferia da capital, onde o aluguel é mais barato. Desde então, Aubervilliers é uma cidade multicultural, onde coabitam pessoas de 70 nacionalidades.

## Economia
O Telecity Paris, datacenter que abriga servidores da Wikimedia, está localizado em Aubervilliers.